# Noor de Groot
Eleonore Margreta "Noor" de Groot (Leiden, 13 mei 1987) is een Nederlandse influencer en bekend op Instagram en YouTube onder de naam Queen of Jet Lags.

## Biografie
De Groot groeide op in Leiden en studeerde museologie aan de Reinwardt Academie.
In 2013 startte zij haar blog Queen of Jet Lags. In 2018 heeft De Groot op Instagram ca 600.000 volgers en op YouTube heeft zij 100.000 abonnees. Anno 2025 heeft ze ca. 648.000 volgers op Instagram, en 99.000 volgers op Youtube.
Door haar bekendheid op sociale media heeft zij diverse grote modehuizen aan zich weten te binden en werkt zij samen met merken als Louis Vuitton en Dior. Daarnaast heeft De Groot eigen collecties mogen uitbrengen in samenwerking met H&M, Superga en NA-KD. Met vlogger en presentatrice Monica Geuze lanceerde ze in 2017 het merk Monica & Noor met de bijbehorende Pyjama Party collectie. Begin 2018 bracht De Groot haar eigen accessoiremerk Somewhere Someday uit. De Groot verscheen op de cover van tijdschriften als Glamour, Grazia, CosmoGirl!, Fashionchick en Talkies. In het najaar van 2018 was De Groot als een gastrol als zichzelf te zien in de bioscoopfilm First Kiss.

## Prijzen
In 2015 heeft De Groot voor haar blog de Bloglovin’ Award 2015: Best Lifestyle Blog gewonnen en de Zalando Blogger Award 2015: Best Fashion Blog.

## Privéleven
De Groot heeft sinds 2011 een relatie met Sander Kleinenberg met wie zij een dochter heeft en in 2019 getrouwd is.